# Episodi di Testimoni silenziosi (nona stagione)
La nona stagione della serie televisiva Testimoni silenziosi è andata in onda nel Regno Unito su BBC One dal 25 luglio al 16 agosto 2005.
In Italia è stata trasmessa dal canale Giallo dal 29 gennaio al 19 febbraio 2014.
| nº | Titolo originale             | Titolo italiano                    | Prima TV UK    | Prima TV Italia  |
| -- | ---------------------------- | ---------------------------------- | -------------- | ---------------- |
| 1  | Ghosts: Part 1               | Fantasmi - prima parte             | 25 luglio 2005 | 29 gennaio 2014  |
| 2  | Ghosts: Part 2               | Fantasmi - seconda parte           | 26 luglio 2005 | 29 gennaio 2014  |
| 3  | Choices: Part 1              | Decisioni - prima parte            | 1º agosto 2005 | 5 febbraio 2014  |
| 4  | Choices: Part 2              | Decisioni - seconda parte          | 2 agosto 2005  | 5 febbraio 2014  |
| 5  | The Meaning of Death: Part 1 | L'essenza del male - prima parte   | 8 agosto 2005  | 12 febbraio 2014 |
| 6  | The Meaning of Death: Part 2 | L'essenza del male - seconda parte | 10 agosto 2005 | 12 febbraio 2014 |
| 7  | Mind and Body: Part 1        | Mente e corpo - prima parte        | 15 agosto 2005 | 19 febbraio 2014 |
| 8  | Mind and Body: Part 2        | Mente e corpo - seconda parte      | 16 agosto 2005 | 19 febbraio 2014 |